# Novum Instrumentum omne

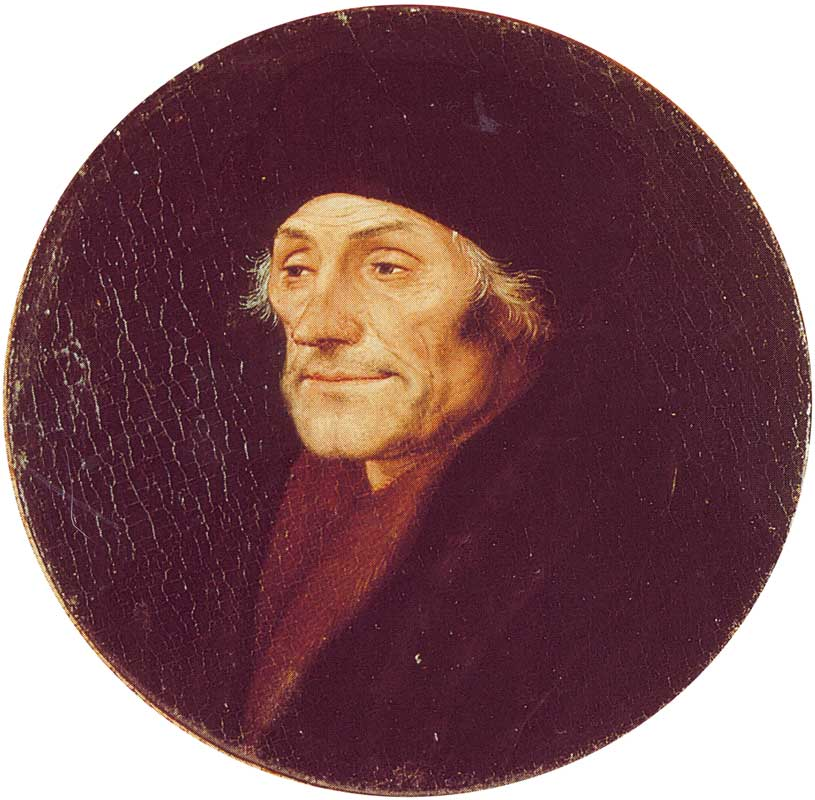
Érasme

Novum Instrumentum omne est la première édition imprimée du Nouveau Testament en grec (1516). Elle a été compilée par Érasme (1469–1536) et imprimée par Johann Froben (1460–1527) de Bâle. Quoique la première « version imprimée » du Nouveau Testament en grec fût la Bible polyglotte d'Alcalá (1514), celle-ci, réservée aux érudits, ne fut rendue publique qu'ensuite (1522). Érasme a consulté plusieurs manuscrits grecs conservés à Bâle, mais pour certains versets de l'Apocalypse, il ne disposait que de la Vulgate latine.
Cinq éditions du Novum Instrumentum omne ont été publiées (1516, 1519, 1522, 1527 et 1536), avec toutefois un titre différent à partir de la deuxième édition : Novum Testamentum omne. La plus remarquable est la seconde édition, qui est celle qu'utilisa Martin Luther pour sa traduction du Nouveau Testament en haut-allemand, dit « Nouveau Testament de septembre », ainsi que la troisième édition (1522), qu'utilisèrent Tyndale pour son English New Testament (1526) et les protestants pour la Bible de Genève et la Bible du roi Jacques. Cette troisième édition contenait en outre le Comma Johanneum. Ainsi on peut considérer que l'édition du Nouveau Testament d’Érasme est à la base de la plupart des traductions modernes du Nouveau Testament, publiées entre le XVIe et le XIXe siècle.

## Prélude
En 1505, Érasme fait publier les Adnotationes in Novum Testamentum de Laurent Valla,. L'ouvrage est consacré à la dernière partie de la Vulgate, qui est le texte latin officiel de la Bible, mais sous l'angle littéraire. Les annotations de Valla sont déjà fondées sur une version grecque (manuscrite) du Nouveau Testament et sur des témoignages patristiques anciens.

## L'édition princeps
En 1512, Érasme était en tractations avec Josse Bade, afin d'éditer la Vulgate de Saint-Jérôme d'une part, et d'obtenir la réédition de ses Adages d'autre part ; ce double projet avorta, et Érasme rompit avec l'imprimeur parisien. Il retourna en Angleterre, où il enseignait le grec à l'université d'Oxford : c'est là, selon Reynolds et Wilson, qu'il aurait commencé à compulser des manuscrits grecs du Nouveau Testament, et particulièrement le manuscrit de Leicester (XVe siècle). Il est en tous cas certain que c'est au cours d'une visite à Bâle, au mois d'août 1514, qu'Érasme contacta Johann Froben. Si quelques érudits (par ex. S. P. Tregelles) ont pensé que Froben, ayant eu vent de la Bible polyglotte espagnole, avait été tenté de concurrencer le projet d'Alcala, d'autres (tels Bruce Metzger) révoquent cette thèse en doute faute de preuves. L'idée la plus vraisemblable est qu’Érasme voulait publier le texte grec pour démontrer la supériorité de son édition (latine) de la bible de Jérôme sur la Vulgate des églises.
L'autre rencontre décisive eut lieu en avril 1515 à l’université de Cambridge : là, Beatus Rhenanus lui remit la proposition éditoriale de Froben. Décidé cette fois par les moyens mis à sa disposition, Érasme repartit en juillet 1515 à Bâle et se mit immédiatement au travail, aidé d'un jeune juriste hébraïsant, Œcolampade. Érasme n'avait ramené aucun manuscrit grec d'Angleterre, confiant d'en trouver à Bâle : et en effet il put emprunter plusieurs manuscrits à la bibliothèque des Dominicains de Bâle, si bien qu'il disposait au total de sept manuscrits grecs :
|                |                              |             |  |
| Manuscrit      | Contenu                      | Date        |  |
| Minuscule 1eap | Complet sauf l'Apocalypse    | XIIe siècle |  |
|                |                              |             |  |
| Minuscule1rK   | Livre de l'Apocalypse        | XIIe siècle |  |
|                |                              |             |  |
| Minuscule 2e   | Évangiles                    | XIIe siècle |  |
|                |                              |             |  |
| Minuscule 2ap  | Actes des Apôtres et Épîtres | XIIe siècle |  |
|                |                              |             |  |
| Minuscule 4ap  | Épîtres de Paul              | XVe siècle  |  |
|                |                              |             |  |
| Minuscule 7p   | Épîtres de Paul              | XIIe siècle |  |
|                |                              |             |  |
| Minuscule 817  | Évangiles                    | XVe siècle  |  |
|                |                              |             |  |

Érasme emprunta les manuscrits 1eap et 1rK à Johannes Reuchlin, les autres aux Dominicains. C'est apparemment en connaissance de cause qu'il écarta le Codex Basilensis, conservé alors à la Bibliothèque universitaire de Bâle. Érasme possédait trois manuscrits des Évangiles et des Actes des Apôtres, quatre manuscrits des épîtres de Paul, mais un seul manuscrit du Livre de l'Apocalypse. Pour chaque livre du Nouveau Testament, il pouvait faire la recension de trois ou quatre manuscrits, sauf pour l'Apocalypse. Le manuscrit de ce dernier livre était malheureusement lacunaire : la dernière page, contenant les six derniers versets, était manquante. Plutôt que de retarder la publication, Érasme décida de traduire les versets manquants de la Vulgate latine en grec. Il se fonda au surplus sur un manuscrit médiocre de la Vulgate, comportant notamment en Ap 22 19 la leçon fautive libro vitæ (« livre de vie ») au lieu de ligno vitæ (« arbre de vie ») ; cela dit, Érasme n'a pas évité certaines interpolations dans d'autres passages de l'Apocalypse, ni même d'autres livres du Nouveau Testament : ainsi F. H. A. Scrivener relève qu'en Ap 17 4, l'érudit batave a produit un authentique néologisme : le « superlatif » ἀκαθαρτητος (au lieu de τὰ ἀκάθαρτα, c'est-à-dire « souillures »). En Ap 17 8 il transcrit καιπερ εστιν (est pourtant) au lieu de και παρεσται (et reparaîtra). En Ac 9,6, la question posée par Paul à l'Esprit lors de sa conversion sur le chemin de Damas, Τρέμων τε καὶ θαμβὣν εἲπεν κύριε τί μέ θέλεις ποιῆσαι (« Tremblant et saisi d’effroi, il dit : Seigneur, que veux-tu que je fasse ? ») est une interpolation caractéristique de la Vulgate,.

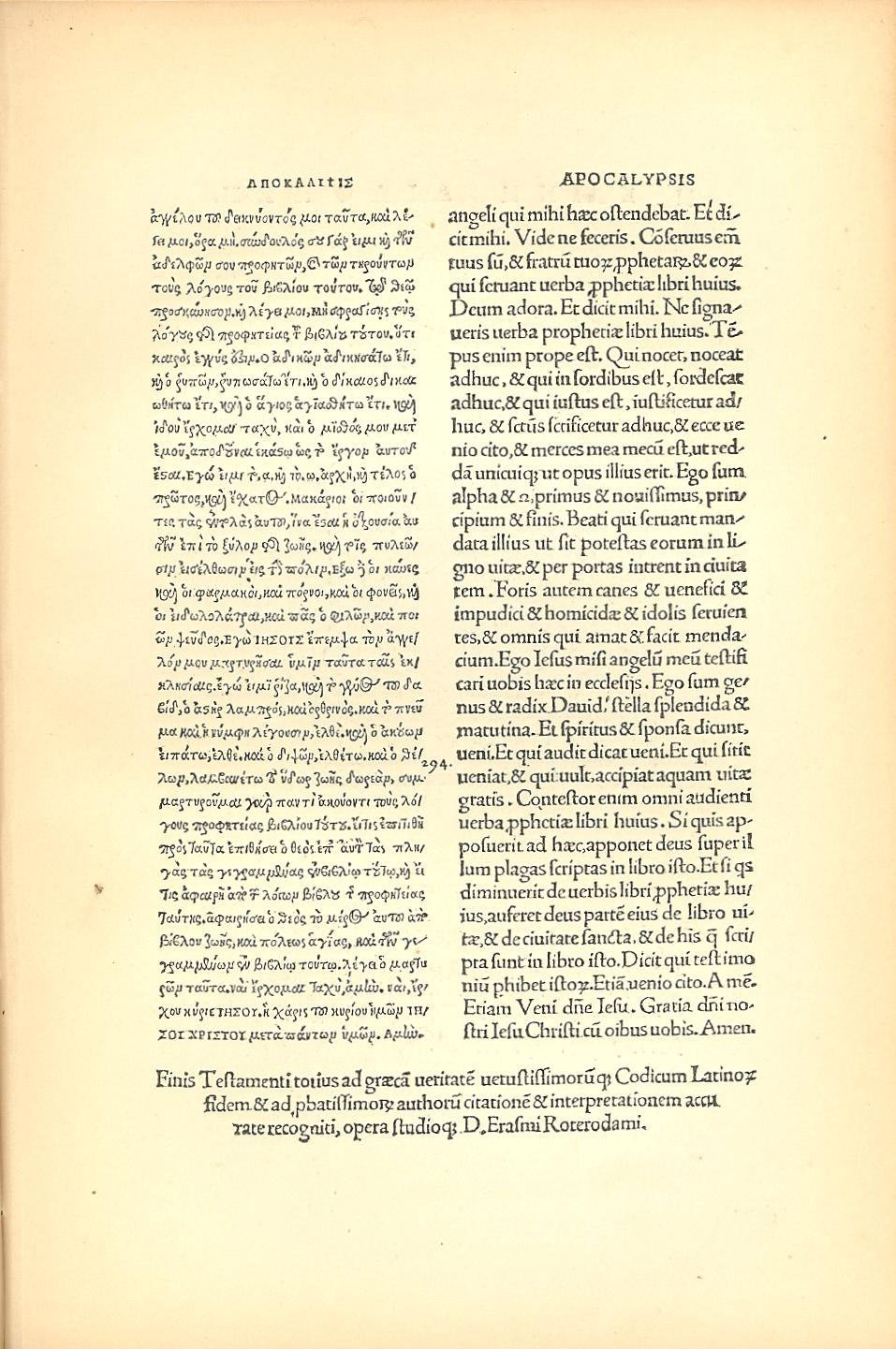
Ultime page du Nouveau Testament d'Erasme (Ap. 22:8-21)

L'impression commence le 2 octobre 1515, et s'achève en un temps record pour l'époque (1er mars 1516). Elle a été menée à la hâte, avec force mastics, et porte un titre déconcertant :

« Novum Instrumentum omne, diligenter ab Erasmo Rot. Recognitum et Emendatum, non solum ad Graecam veritatem verum etiam ad multorum utriusq; linguae codicum eorumq; veterum simul et emendatorum fidem, postremo ad probatissimorum autorum citationem, emendationem et interpretationem, praecipue, Origenis, Chrysostomi, Cyrilli, Vulgarij, Hieronymi, Cypriani, Ambrosij, Hilarij, Augustini, una cum Annotationibus, quae lectorem doceant, quid qua ratione mutatum sit. »

Dans ce titre, les mots : Novum Instrumentum ... Recognitum et Emendatum signifient « Nouvel appareil... Revu et corrigé, non seulement à partir de l'authentique grec, mais aussi de nombreuses versions anciennes dans d'autres langues. » L'auteur ne peut faire allusion qu'au texte latin révisé de la Vulgate, puisqu'à ce moment il n'y avait encore aucune édition imprimée du Nouveau Testament grec en libre circulation. Dans sa dédicace au pape Léon X, Érasme écrit :

« C’est aux sources mêmes que l’on puise la pure doctrine ; aussi avons-nous revu le Nouveau Testament tout entier d’après l’original grec, qui seul fait foi, à l’aide de nombreux manuscrits des deux langues, choisis parmi les plus anciens et les plus corrects (...). Nous avons ajouté des notes pour justifier nos changements, expliquer les passages équivoques, ambigus ou obscurs, rendre moins facile dans l’avenir l’altération d’un texte rétabli au prix d’incroyables veilles. »

— Érasme, Lettre 384
C'était une édition bilingue, et il apparaît, typographiquement parlant, que le texte grec (qui occupe la colonne de gauche) n'était pas l'objectif premier de cette édition, mais plutôt le texte latin de la Vulgate restituée.

## Seconde édition
La première édition n'eut qu'un succès mitigé et pourtant, à peine trois ans plus tard, une seconde édition voyait le jour, avec un titre plus familier : Testamentum au lieu de Instrumentum. Érasme se servait cette fois plus systématiquement du manuscrit Minuscule 3 (XIIe siècle). Son texte grec était amélioré sur 400 points environ, et la plupart des fautes typographiques étaient corrigées ; l'édition amenait pourtant aussi son lot de fautes de lecture. Pour ce qui est de la version latine, Érasme avait substitué à sa restitution de Jérôme sa propre traduction latine depuis le grec, plus élégante et cette version connut une belle faveur auprès des lettrés ; mais elle attira à l'auteur de nouvelles polémiques, surtout pour les gloses qu'il avait rédigées à Cambridge et Oxford.
López de Zúñiga, dit Stunica, l'un des éditeurs de la bible polyglotte de Ximenes, reprocha à Érasme d'avoir supprimé 1Jn 5,7-8 (cf. Comma Johanneum). Érasme répliqua qu'il n'avait trouvé cette leçon dans aucun manuscrit grec ; qu'on ne pouvait donc véritablement parler d'« omission », mais plutôt de prudence. Stunica lui répondit qu'à son avis, les manuscrits latins étaient plus fiables que les manuscrits grecs. Érasme montra alors que certains manuscrits en latin ne contenaient pas le passage cité,.
Puis en 1520, un jeune étudiant anglais de Louvain, Edward Lee, accusa Érasme de revivifier l'arianisme. En 1521, c'était Paulus Bombasius, conservateur de la Bibliothèque vaticane, qui reprochait à Érasme de s'éloigner dans son texte grec de l'antique Vulgate : il indiqua à Érasme que la Bibliothèque vaticane détenait un exemplaire grec extrêmement ancien des Saintes Écritures (il s'agissait en l'occurrence du Codex Vaticanus). Il en envoya deux extraits, à savoir les passages 1 Jean IV:1-3 et 1 Jean V:7-11 (mais non la Comma, et pour cause...).
Cette seconde édition a formé la base de la version en haut-allemand de Luther.

## Troisième édition
La troisième édition du texte grec d’Érasme (1522) incluait cette fois le Comma Johanneum. On a souvent répété qu'Erasme avait pris l'engagement de le faire si on lui présentait un manuscrit ancien le comportant : ce fut en l'occurrence un manuscrit grec (le Codex Montfortianus) : mais Érasme doutait de son authenticité, et il l'indique dans ses gloses,,. Henk Jan de Jonge, spécialiste des études érasmiennes, critique les allusions à une promesse qu'Erasme aurait faite. Il voit plutôt dans l'addition du Comma le souci qu'avait l'érudit batave de sa réputation et du succès de son Novum Testamentum.
Pour préparer cette édition Érasme, s'appuyant sur le Codex Montfortianus, introduisit la leçon fautive εμαις (au lieu de εν αις) en Ap 2,13.
La troisième édition diffère en 118 passages de la seconde.
Œcolampade et Gerbelius, éditeurs agréés d'Érasme, lui demandaient d'intégrer davantage de leçons tirées du manuscrit minuscule 1 pour la troisième  édition ; mais Érasme demeura inflexible : selon lui, le contenu de ce codex était corrompu par l'influence des traductions latines, et n'avait pour cette raison qu'un intérêt secondaire.
Cette édition fut utilisée par William Tyndale pour son English New Testament (1526), par Robert Estienne pour ses éditions du « Nouveau Testament Grec » de 1546 et de 1549, ainsi que par les traducteurs protestants de la Bible de Genève et de la Bible du roi Jacques. Elle forme donc le noyau du Textus Receptus.

## Quatrième édition

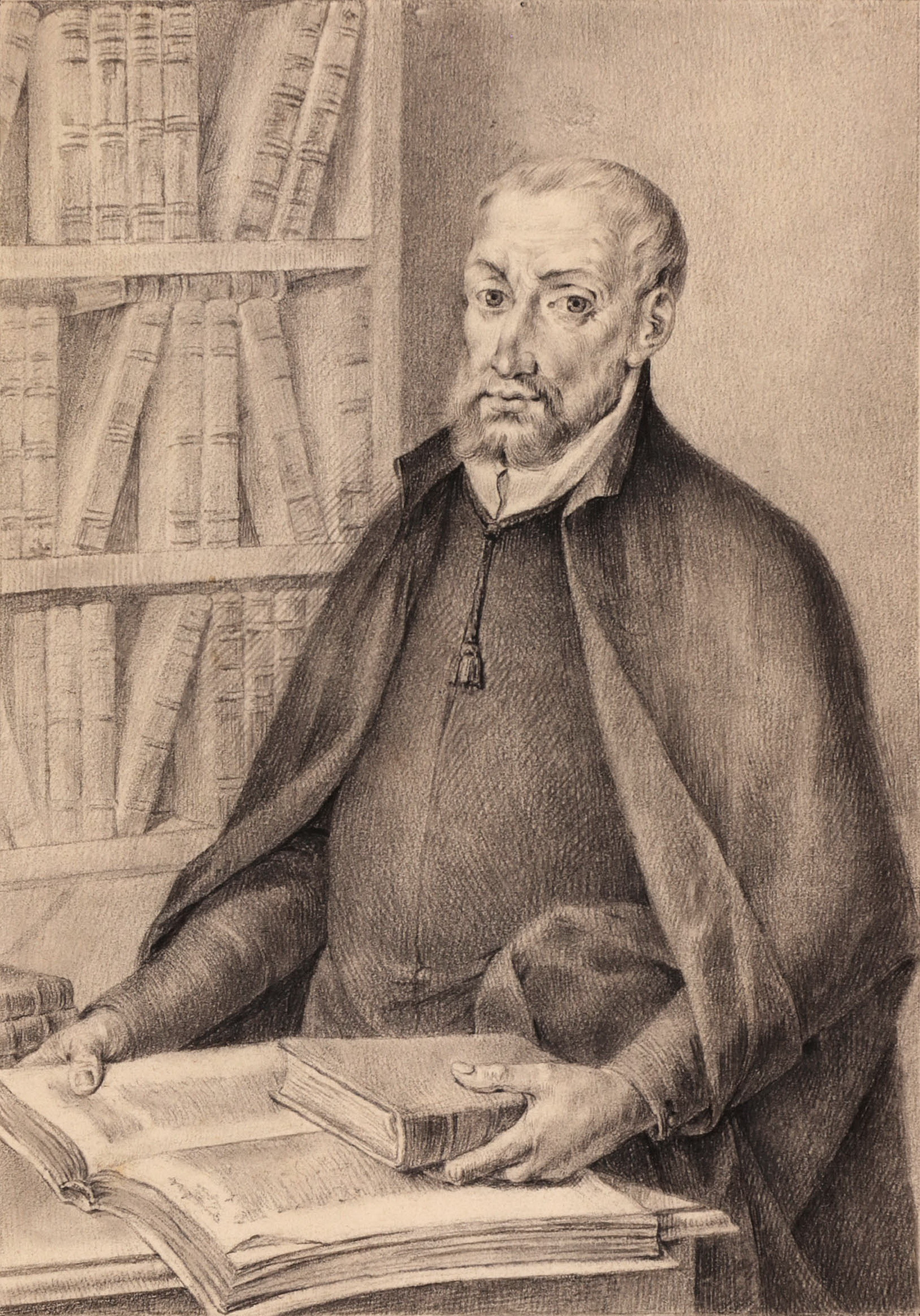
Sepúlveda

Juste après la publication de sa troisième édition, Érasme put enfin consulter la Bible Polyglotte d'Alcala, et y puisa quelques passages pour améliorer son texte : dans la quatrième édition (1527), il reprend le livre de l'Apocalypse en près de 90 passages ; malheureusement, Érasme n'avait pas gardé la trace des passages de l'Apocalypse qu'il avait repris du texte latin, et il ne les a pas systématiquement corrigés. Hormis l'Apocalypse, la quatrième édition ne diffère que sur 20 passages (et même seulement 10 passages selon John Mill) de la troisième. Le texte est cette fois imprimé sur trois colonnes : le texte grec, la version latine d’Érasme et la Vulgate.
Au mois de novembre 1533, donc antérieurement à la 5e édition, Sepúlveda fit parvenir à Erasme une description du manuscrit du Vatican, pour lui signaler 365 passages où ce témoin ancien confirme le texte de la Vulgate, et infirme la reconstitution d’Érasme ; une seule de ces divergences est identifiée nettement : Erasme signale dans ses Adnotationes à Ac 27,16 que selon le codex de la "Bibliotheca Pontificia" (donc le Codex Vaticanus) le nom de l'île est καυδα (Cauda), et non κλαυδα (Clauda) comme il l'avait écrit dans son Novum Testamentum (Tametsi quidam admonent in codice Graeco pontificiae bibliothecae scriptum haberi, καυδα, id est, cauda). Dans une autre lettre à Érasme (1534), Sepúlveda écrit que certains manuscrits grecs ont été corrompus par les leçons de la Vulgate.

## Édition définitive
La cinquième édition revue par Érasme, publiée en 1535, c'est-à-dire l'année précédant sa mort, ne comportait plus le texte de la Vulgate en regard. Selon Mill, cette édition ne diffère que sur quatre passages de la précédente. Ces deux dernières éditions sont, du reste, moins importantes que la troisième pour le rétablissement du texte du Nouveau Testament.
L'avidité des érudits de toute l'Europe pour le texte grec du Nouveau Testament produisit une multitude d'éditions pirate dès la première moitié du XVIe siècle ; presque toutes reprenaient l'édition d’Érasme avec ses leçons parfois fautives, mais en introduisant aussi de nouvelles variantes qui permettent de les identifier. Tregelles cite en exemple Ac 13,33 (εν τω ψαλμω τω πρωτω → εν τω ψαλμω τω δευτερω).